# François de Montmorency, seigneur de La Rochepot
François de Montmorency, seigneur de La Rochepot († 21. August 1551 in Péronne) war ein französischer Adliger und Militär, Lieutenant-général bzw. Gouverneur von Paris, Île-de-France, Picardie und Artois.

## Leben
François de Montmorency war der dritte Sohn von Guillaume de Montmorency († 1531), Seigneur d’Écouen, Chantilly, Montjoy, Conflans-Sainte-Honorine etc., und Anne Pot († 1510), Dame de La Rochepot, Comtesse de Saint-Pol. Sein älterer Bruder war Anne de Montmorency († 1567), der Marschall von Frankreich (1522) und Connétable von Frankreich (1538). Er erbte von seiner Mutter die Herrschaften La Rochepot und Châteauneuf aus dem Besitz der Familie Pot.
In der Schlacht beim Pavia vom 23. und 24. Februar 1525 geriet er – ebenso wie König Franz I. – in Gefangenschaft.
François de Montmorency heiratete am 15. Oktober 1525 Charlotte d’Humières, 1524 Dame d’Offemont, de Mello, d’Ancre et de Bray-sur-Somme, Tochter von Jean d’Humières, Seigneur d’Humières, und Françoise Le Josne de Contay. Die Ehe blieb kinderlos.
Er war Lieutenant-général von Picardie und Artois. Am 10. Februar 1538 wurde er von König Franz I. zum Gouverneur et Lieutenant-général à Paris et en l’Île-de-France ernannt, das Amt wurde am 12. April 1547 von König Heinrich II. bestätigt. Er übte das Amt des Gouverneurs wohl bis zu seinem Tod aus, da ein Nachfolger – sein Neffe Gaspard II. de Coligny – am 9. September 1551, 19 Tage danach, ernannt wurde.
François de Montmorency starb am 21. August 1551, seine Ehefrau Françoise d’Humières starb am 15. August 1558 in Paris. Beide wurden in der Prieuré Sainte-Croix d’Offemont in der Forêt de Laigue nordöstlich von Compiègne bestattet.

### Weblink
- Étienne Pattou, Maison de Montmorency, S. 10 (online, abgerufen am 22. April 2020)